# ジョニー・ジョンソン (ピアニスト)

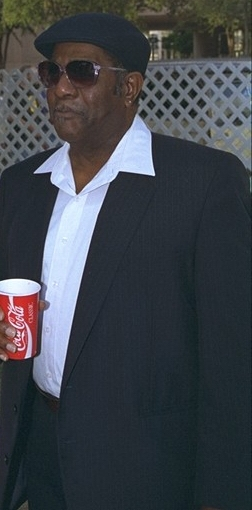
ジョニー・ジョンソン（1996年）

ジョニー・ジョンソン（Johnnie Johnson、1924年7月8日 - 2005年4月13日）は、チャック・ベリーのサイドマンのピアニストである。
主にブギ、ブルースから彼のプレイスタイルがきている。
1952年からセントルイスのバーなどで演奏しており1955年、Chess Rechordからチャック・ベリーのMaybellineでレコードデビューをした。
1972年、チャック・ベリーからクビを言い渡されてからはセントルイスに戻りバスの運転手、図書館の司書などをしながらバーで演奏を続けていた。
1986年の映画"Hail Hail Rock'n'Roll"ではキース・リチャーズにより再びチャック・ベリーと共演することになった。